# Sacred Alien
Sacred Alien war eine englische New-Wave-of-British-Heavy-Metal-Band aus Manchester, die 1980 gegründet wurde und sich 1984 auflöste.

## Geschichte
Das Quartett wurde im Oktober 1980 gegründet, wobei der Sänger Sean Canning und der Schlagzeuger Chris Lea den Kern hiervon bildeten. Beide hatten sich auf dem Kunst-College kennengelernt. Ergänzt wurde die Besetzung anfänglich durch den Gitarristen Martin Ainscow und den Bassisten Dave Clowes. Ein erstes Demo folgte Anfang 1981, auf dem Lieder wie Portrait, Eternal Flame, Both Sides of the Globe und Energy enthalten sind. Dadurch konnte die Band ihre Bekanntheit steigern, wodurch sie im lokalen Radio, dem Sender Piccadilly Radio, gespielt wurde. Zudem nahm die Band am U.M.I.S.T. Festival teil, auf dem auch Diamond Head, Silverwing, Rox (zu dieser Zeit noch unter ihrem Namen Venom) und Tora Tora teilnahmen. Nachdem die Band in der Sparte Armed and Ready im Magazin Kerrang vertreten war, erschien gegen Ende des Jahres die selbstfinanzierte Single Spiritual Planet bei dem Label Greenwood Music. Als B-Seite ist der Song Energy vertreten. Da die Labelbeschriftung der beiden Lieder vertauscht wurde, musste die Band in Handarbeit ihre eigenen Aufkleber darüberkleben. Die Single verkaufte sich recht gut im Norden Englands und auch teilweise darüber hinaus. Eine Tournee, um die Single zu bewerben, konnte nicht erfolgen, da Lea und Clowes die Besetzung in der ersten Hälfte des Jahres 1982 verließen. Daraufhin kamen im Sommer der Bassist Paul Davies und der Schlagzeuger Darren Wilcock als neue Mitglieder hinzu. Anschließend gab es gelegentliche Auftritte sowie Demoaufnahmen bei verschiedenen Sessions. Labels wie Karmaflage Records zeigten sich interessiert, jedoch kam kein Plattenvertrag zustande. 1983 nahm die Gruppe am Salford Glamfest teil, auf dem auch Silverwing, Cloven Hoof und China Rogue zu sehen waren. Zudem hielt die Band weitere Konzerte ab, bei denen sie neue Songs wie Nightmares in Paradise, Attack und Do You See Me spielte. Zusätzlich coverte sie auch Songs wie 20th Century Boy, im Original von T. Rex, oder das Jimi-Hendrix-Lied Foxy Lady. Mitte 1983 verkündete die Band, da sie keinen Plattenvertrag hatte, eine weitere selbstfinanzierte Single zu veröffentlichen. Als Schlagzeuger war mittlerweile Mark Robo und als Bassist John Murney vertreten, da Davies und Wilcock Mitte 1983 die Besetzung verlassen hatten. Statt einer eigenständigen Veröffentlichung erschien jedoch noch im selben Jahr bei Heighway Robbery Wreckords, dem Label des Bandmanagers Warren Heighway, eine Split-Veröffentlichung mit Virgin, auf der Sacred Alien mit dem Lied Legends zu hören ist. Da der Tonträger nur bedingt erfolgreich war, kam es Anfang 1984 zur Auflösung der Band. 2006 verstarb der Bandmanager Warren Heighway.

## Stil
Laut Malc Macmillan in The N.W.O.B.H.M. Encyclopedia war die Band damals ihrer Zeit voraus, was dazu geführt habe, dass sie bei Glam-Metal-Bands wie Silverwing oder Rox eingeordnet wurde. Die Band selbst habe versucht sich vom Glam-Stereotyp zu distanzieren. Die Musik von Sacred Alien sei jedoch technisch anspruchsvoller gewesen, wobei vor allem in den Anfangstagen Rush-Einflüsse hörbar gewesen seien, sodass Vergleiche mit Kraken, Juno’s Claw, Hell oder Marquis de Sade treffender seien. Die Single biete technisch anspruchsvolle, unvorhersehbare Arrangements, mit mystischen und kosmischen Texten, die mit einem charakteristischen Gesang vorgetragen werden würden. Dadurch weiche die Band stark von der üblichen NWoBHM-Norm ab. Matthias Mader befand in NWoBHM New Wave of British Heavy Metal The glory Days, dass die Band „eine Art Future Rock/Space Konzept“ verfolgt. Visuell orientiere man sich zwar an Glam und Cloven Hoof, musikalisch gebe es jedoch harte und schnelle Musik der NWoBHM mit gutem Gesang. Die Texte würden „magische Steinzirkel und außerirdische Besucher“ behandeln. In The International Encyclopedia of Hard Rock and Heavy Metal wurde bei dem Gesang eine starke Ähnlichkeit zu David Lee Roth festgestellt.

## Diskografie
- 1981: Demo 1981 (Demo, Eigenveröffentlichung)
- 1981: Spiritual Planet (Single, Greenwood Music)
- 1983: Sacred Alien / Virgin (Split-Single mit Virgin, Heighway Robbery Wreckords)